# رود تیمار
رود تیمار (تلفظ: ‎/ˈteɪmɑːr/‎) رودی در کشور انگلستان است که از شهرستان کورنوال سرچشمه و به کانال مانش میریزد.
این رود که در شهرستان‌های کورنوال و دوون جریان دارد دارای ۹۸ کیلومتر طول می‌باشد.

## نگارخانه

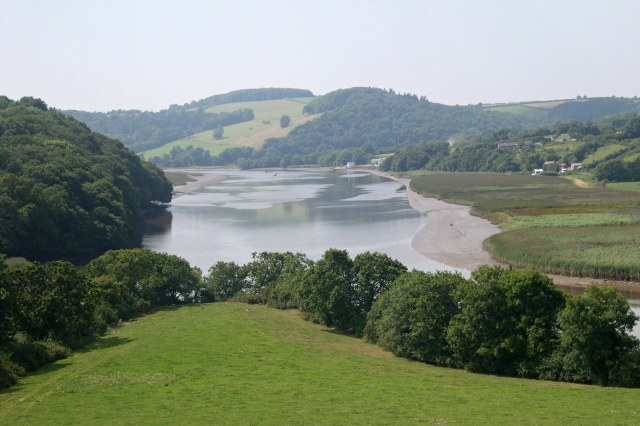
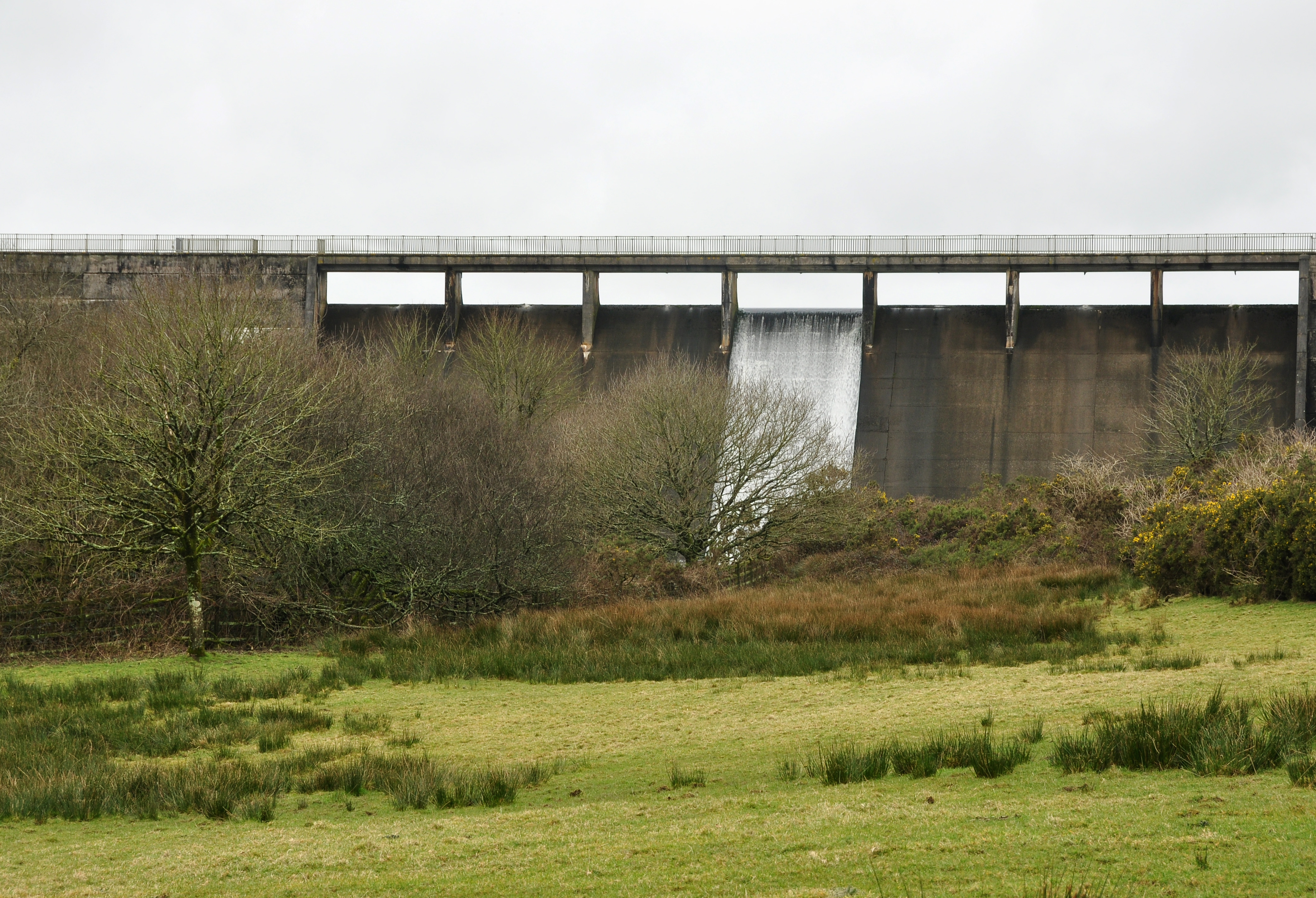
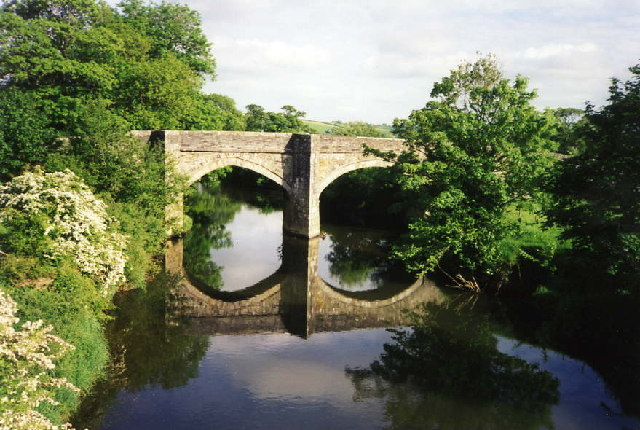
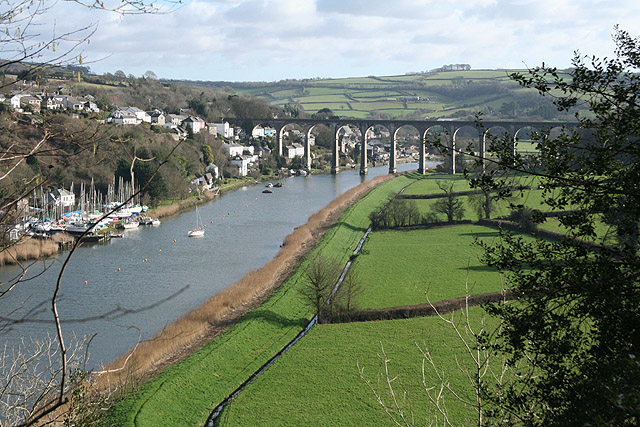
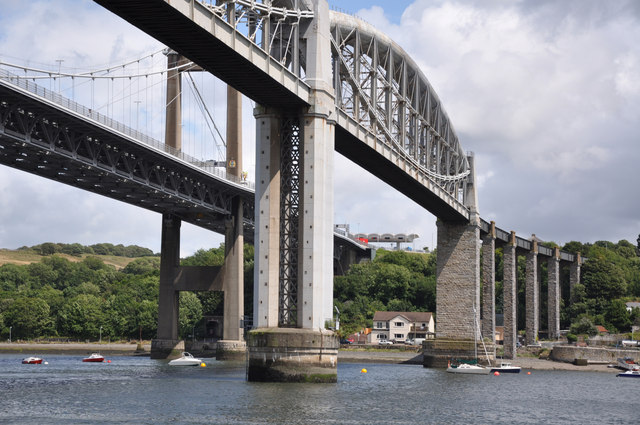
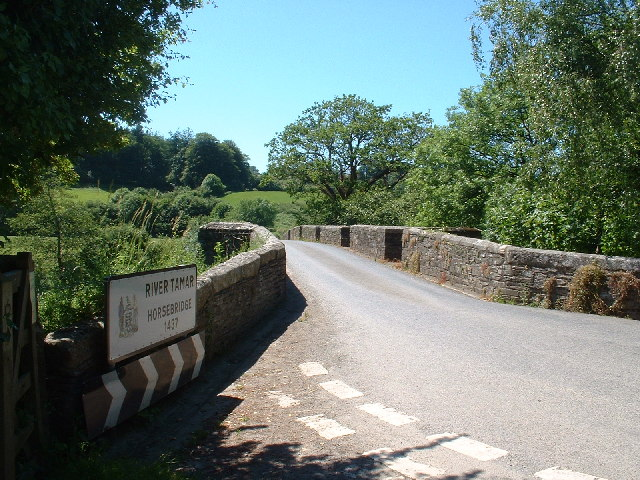